# Aplocera praeformata
Aplocera praeformata là một loài bướm đêm thuộc họ Geometridae. Chúng được tìm thấy ở bán đảo Iberia và Pháp, qua Tây Âu, qua trung Âu lên đến Nga. Phụ loài Aplocera praeformata urbahni được tìm thấy ở Hy Lạp. Ở Alps, nó được tìm thấy ở độ cao đến 2000 mét.
Sải cánh của nó dài 34–44 mm. Con trưởng thành bay từ tháng 6 đến tháng 8. Mỗi năm chúng có 1 thế hệ.
Ấu trùng ăn các loài Hypericum, như Hypericum maculatum và Hypericum perforatum.

## Hình ảnh

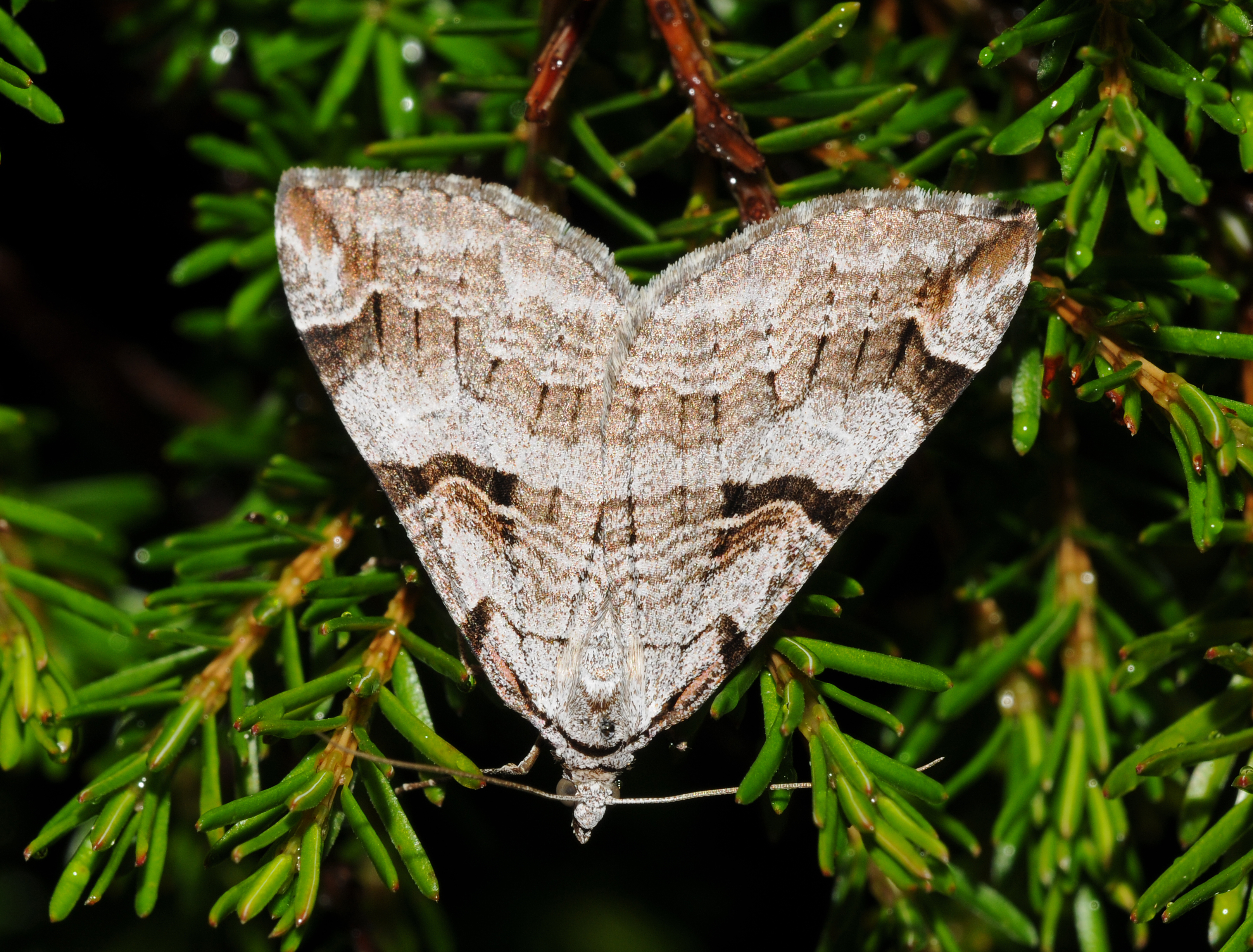
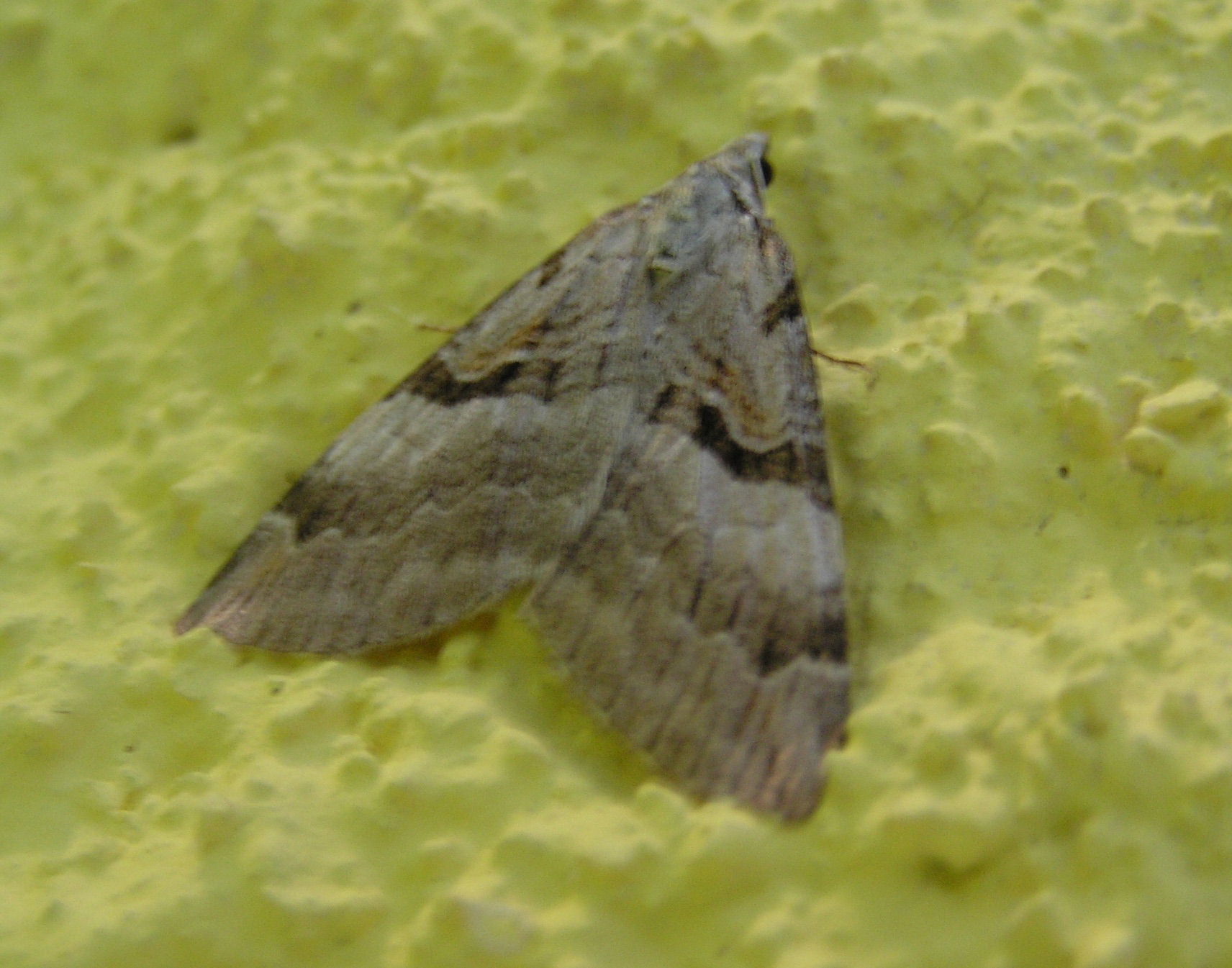

## Phụ loài
- Aplocera praeformata gibeauxi Leraut, 1995
- Aplocera praeformata praeformata (Hübner, 1826)
- Aplocera praeformata urbahni Dufay, 1981